# 189. jadralni pehotni polk (ZDA)
Za druge 189. polke glej 189. polk.
189. jadralni pehotni polk (izvirno angleško 189th Glider Infantry Regiment; kratica 189. GIR) je bila zračnopristajalna enota Kopenske vojske Združenih držav Amerike.

## Zgodovina
Polk je bil ustanovljen 13. avgusta 1943 v Fort Braggu in dodeljen 13. zračnoprevozni diviziji; razpuščen je bil 8. decembra istega leta.